# James J. Sheehan

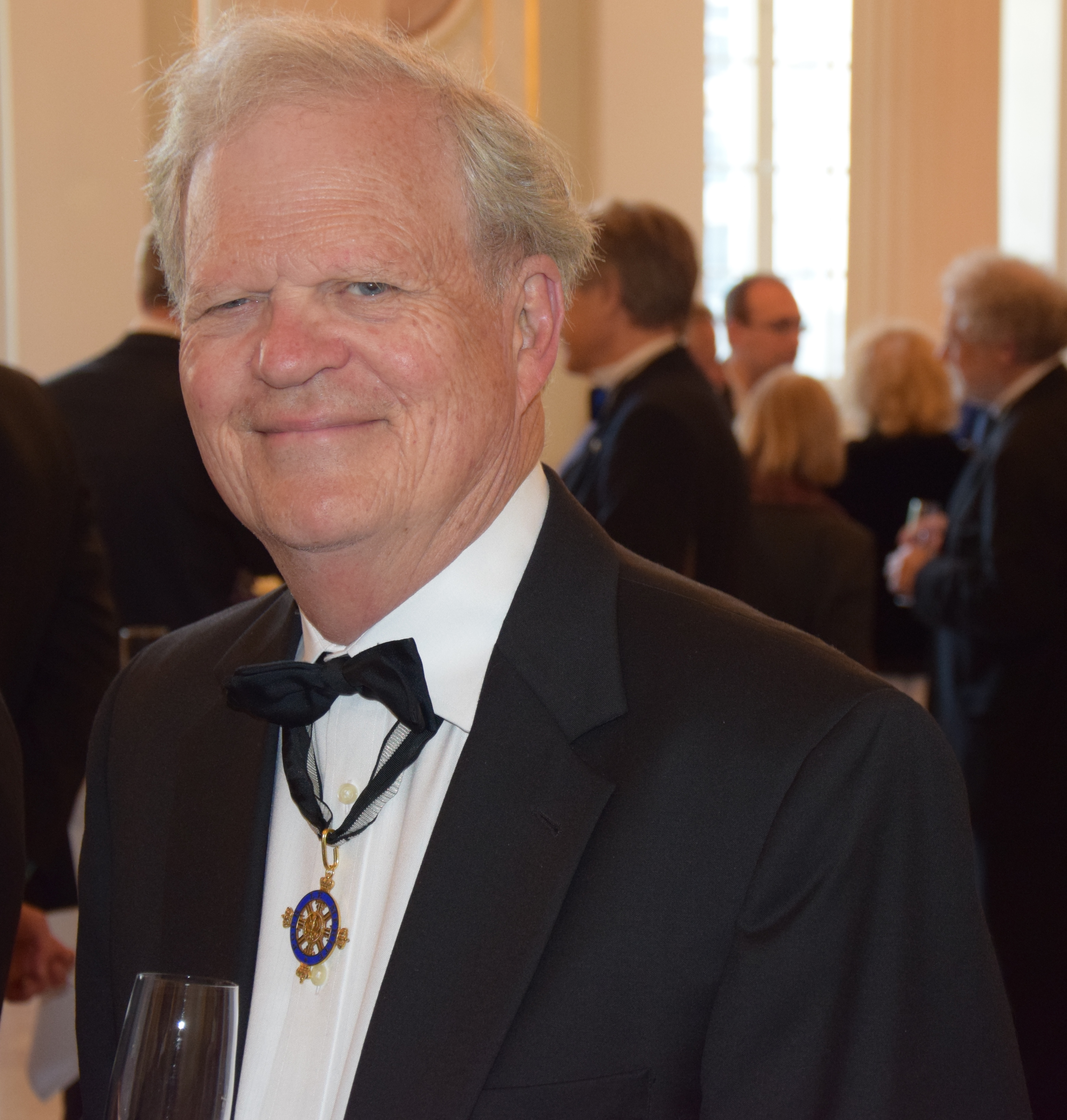
James J. Sheehan mit dem Orden Pour le Mérite (2014)

James John Sheehan (* 31. Mai 1937 in San Francisco) ist ein US-amerikanischer Historiker, der sich insbesondere mit der modernen europäischen Geschichte beschäftigt. Er zählt zu den führenden Deutschlandhistorikern der USA und war Präsident der American Historical Association (2005).

## Leben
Sheehan absolvierte ein Studium an der Stanford University, das er 1958 mit dem akademischen Grad eines Bachelor of Arts abschloss. Im darauffolgenden Jahr erwarb er an der University of California, Berkeley den Master of Arts und wurde gleicherorts 1964 zum Doctor of Philosophy promoviert. Danach lehrte er als Assistant Professor an der Northwestern University, ehe er 1979 als Nachfolger von Gordon A. Craig zurück nach Stanford berufen wurde. Er ist seit 1986 Dickason Professor in the Humanities und seit 2000 Senior Fellow (by courtesy) am Freeman Spogli Institute for International Studies.
Sheehans Arbeit konzentriert sich auf die moderne deutsche bzw. europäische Geschichte, unter anderem den deutschen Liberalismus, das Deutsche Reich und die Geschichte der europäischen Einigung. Er ist Autor zahlreicher Artikel und Bücher.
Sheehan ist verheiratet mit Margaret L. Anderson, einer Historikerin an der University of California, Berkeley.

## Ehrungen
- National Endowment for the Humanities Fellowship, 1985–86
- Mitglied des Wissenschaftskollegs, Berlin, 1989–90
- Mitglied der American Academy of Arts and Sciences, seit 1992
- Dean’s Award for Distinguished Teaching, 1992–93
- Walter J.Gores Award for Excellence in Teaching, 1993
- Alexander von Humboldt-Forschungspreis, 1995–96
- Korrespondierendes Mitglied der Royal Historical Society
- Verdienstkreuz des Verdienstordens der Bundesrepublik Deutschland, 1998
- Guggenheim Fellow, 2000–2001
- Berlin Prize Fellow, American Academy in Berlin, 2001
- Mitglied der American Philosophical Society, 2001
- The Paul Davies Family University Fellow in Undergraduate Education, seit 2003
- Präsident der American Historical Association, 2005
- Pour le Mérite (Friedensklasse), 2006
- Großes Verdienstkreuz mit Stern des Verdienstordens der Bundesrepublik Deutschland, 2009

## Schriften
- The Career of Lujo Brentano. A Study of Liberalism and Social Reform in Imperial Germany. Chicago and London: University of Chicago Press, 1966.
- German Liberalism in the Nineteenth Century. Chicago and London: The University of Chicago Press, 1978.
- German History, 1770–1866. Oxford: Oxford University Press, 1989.
- Geschichte der deutschen Kunstmuseen. Von der fürstlichen Kunstkammer zur modernen Sammlung. Darmstadt: Wissenschaftliche Buchgesellschaft, 2003.
- Where Have All the Soldiers Gone? The Transformation of Modern Europe. Boston: Houghton Mifflin Harcourt, 2008.[2]
- mit Andreas W. Daum und Hartmut Lehmann (Hrsg.): The Second Generation: Émigrés from Nazi Germany as Historians. Berghahn Books, New York 2016, ISBN 978-1-78238-985-9.